# نوكلا (هرازبي الجنوبي)
نوکلا (بالفارسية: نوکلا) هي قرية تقع في إيران في قسم هرازبي الجنوبی الريفي. يقدر عدد سكانها بـ 355 نسمة بحسب إحصاء 2016.